# Автошлях Т 1813
Автошля́х Т 1813 — автомобільний шлях територіального значення у Рівненській області. Пролягає територією Дубенського району через Демидівку — Велику Городницю — Пітушків. Загальна довжина — 58,5 км.

## Маршрут
Автошлях проходить через такі населені пункти:
| Автошлях Т 1813    |              |
| Рівненська область |              |
| Дубенський район   |              |
| Демидівка          | Т 0303Т 1806 |
| Лішня              |              |
| Дубляни            |              |
| Вишневе            |              |
| Княгинине          |              |
| Лихачівка          |              |
| Торговиця          |              |
| Нове               |              |
| Підлісці           |              |
| Чекно              |              |
| Яловичі            |              |
| Велика Городниця   | E85М17       |
| Залав'я            |              |
| Острожець          |              |
| Малин              |              |
| Уїздці             |              |
| Довгошиї           |              |
| Пітушків           |              |